# WWE Draft 2009
Il WWE Draft 2009 è stato un evento della World Wrestling Entertainment svoltosi nel corso della puntata di Raw del 13 aprile 2009.
I wrestler di Raw, SmackDown e ECW hanno combattuto in una serie di match interbrand; il vincitore di ogni incontro permetteva allo show di appartenenza di ottenere una scelta casuale.

## Risultati
| Wrestler        | Passa a   | Proviene da | Match |
| --------------- | --------- | ----------- | --- |
| MVP             | Raw       | SmackDown   | Rey Mysterio (Raw) ha sconfitto Evan Bourne (ECW)                                                                                     |
| Big Show        | Raw       | SmackDown   | Kane (Raw) ha sconfitto Brian Kendrick (SmackDown)                                                                                    |
| Melina          | SmackDown | Raw         | Maryse, Michelle McCool e Natalya (SmackDown) hanno sconfitto Kelly Kelly, Melina e Mickie James (Raw) in un Six-woman tag team match |
| Matt Hardy      | Raw       | SmackDown   | John Cena (Raw) ha sconfitto Jack Swagger (ECW)                                                                                       |
| Triple H        | Raw       | SmackDown   | John Cena (Raw) ha sconfitto Jack Swagger (ECW)                                                                                       |
| CM Punk         | SmackDown | Raw         | The Great Khali (SmackDown) ha sconfitto Santino Marella (Raw)                                                                        |
| The Miz         | Raw       | ECW         | Kofi Kingston (Raw) ha sconfitto The Miz (ECW) per squalifica                                                                         |
| Kane            | SmackDown | Raw         | Edge (SmackDown) ha vinto una Battle royal eliminando per ultimo Big Show (Raw)                                                       |
| Chris Jericho   | SmackDown | Raw         | Edge (SmackDown) ha vinto una Battle royal eliminando per ultimo Big Show (Raw)                                                       |
| Vladimir Kozlov | ECW       | SmackDown   | Christian (ECW) ha sconfitto Shelton Benjamin (SmackDown)                                                                             |
| Maryse          | Raw       | SmackDown   | Matt Hardy (Raw) ha sconfitto CM Punk (SmackDown) per squalifica                                                                      |
| Rey Mysterio    | SmackDown | Raw         | Chris Jericho (SmackDown) ha sconfitto Tommy Dreamer (ECW)                                                                            |